# Meu Clamor (álbum de Denise Cerqueira)
Meu Clamor é o último álbum de estúdio inédito da cantora evangélica Denise Cerqueira, lançado em 1998 pela gravadora Line Records.
O álbum rendeu à cantora os prêmios de "Música do Ano" (Jerusalém e Eu), "Melhor Intérprete" e "Melhor Vídeo Clipe" pelo Troféu Talento 99. A música "Jerusalém e Eu" tornou-se um grande sucesso e até hoje, é cantada nas igrejas evangélicas de todo Brasil.
Em 2015, foi considerado, por vários historiadores, músicos e jornalistas, como o 63º maior álbum da música cristã brasileira, em uma publicação dirigida pelo Super Gospel. Em 2018, foi considerado o 32º melhor álbum da década de 1990, de acordo com lista publicada pelo mesmo portal.

## Faixas
1. Jerusalém e Eu - 04:24 (Josué Teodoro)
2. Meu Clamor - 04:08 (Josué Teodoro)
3. Não Haverá Calvário outra Vez - 03:56 (Sérgio Lopes)
4. Toda Gloria - 04:22 (Paulo Francisco)
5. Por Amor - 05:26 (Lenilton)
6. Olha Meu Amigo - 03:59 (Josué Cristovam)
7. Você e Eu - 03:49 (Denise Cerqueira)
8. Através da Cruz - 04:08 (Paulo Francisco)
9. Pode Alguém - 04:52 (Edison Coelho)
10. Amor Universal (part. Sérgio Lopes, Shirley Carvalhaes, Marquinhos Gomes, Rayssa & Ravel, Marcelo Nascimento e Celeste Belo) - 05:01 (Wanderly Macedo e Bispo Rodrigues)
11. Estação Sião - 04:04 (Beno César e Solange de Cesar)
12. Toca Em Mim - 03:45 (Josias Barbosa)
13. Em Nome de Jesus - 04:48 (Suedson Nascimento)
14. Jerusalem y Yo (bônus track) - 04:24 (Josué Teodoro)

## Ficha Técnica
- Produção musical: Pedro Braconnot e Sérgio Lopes
- Arranjos e teclados: Pedro Braconnot e Alcimar Rangel
- Violão: Pablo Chies e Alcimar
- Guitarra: Pablo Chies
- Baixo: Rogério dy Castro
- Bateria: Wagner Carvalho
- Acordeon: Agostinho Silva
- Sax: Marcos Bonfim
- Trombone: Robson Olicar
- Trompete: Jesrael
- Violino: Alexandre Schubert
- Vocal: Eyshila, Roberta, Éber, Wilian, Liz Lanne, Denise, Alcimar, Gil e Quésia
- Participações especial na música "Amor Universal": Marquinhos Gomes, Marcelo Nascimento, Sérgio Lopes, Shirley Carvalhaes, Celeste Belo e Rayssa & Ravel

Música "Por Amor"
- Teclados: Mito
- Guitarra: Sérgio Knust
- Baixo: Lenilton
- Bateria: Juninho
- Vocal: Lenilton, Sérgio e Alcimar
- Mixagem e masterização: Pedro Braconnot
- Fotos: Sérgio Roberto
- Design e capa: D'Carlos